# 柳井オートレース場
柳井オートレース場（やないオートレースじょう）は、かつて山口県玖珂郡柳井町（現在の山口県柳井市）に存在していたオートレース場である。

## 概要
西日本へのオートレース進出の第一弾として開設されたオートレース場で、1949年（昭和24年）に廃止された柳井競馬場の走路及び施設を流用し、1951年（昭和26年）11月20日に初開催された。

## 特徴
最大の特徴は、競馬場のコースをそのまま流用したため、1周1,000メートルのロングコースとなったことである。
当時のオートレース場はダートコースで、1周800メートルが基本形であった。そのため、このコースは当時の基準に照らしても長かった。
走路の距離に比して、幅員は18メートルと狭かった。当時他の場の幅員は20メートル以上であり、このことが後に問題となった。

## 初開催
苦労の末初開催にこぎつけたものの、売上は大きく低迷する結果となった。
その後、懸案であった走路の幅員を拡大する改修工事が行われたが、工事は難航を極めた。着工から完了までに4ヶ月を費やし、結局第2回開催は1952年（昭和27年）の4月までずれ込んだ。しかも、膨大な期間と工費を注ぎ込んで改修したにもかかわらず、売り上げは初開催とほとんど変わらなかった。

## 廃止
1953年（昭和28年）5月に第3回開催が行われたが、それでも売り上げは好転しなかった。
柳井オートレース場はそもそも所属選手が少なく、また、当時は積極的に遠征が行われていなかったため、本来6枠で行われるレースの枠数を削減するなど、売り上げを良化させる材料がほとんどなかった。
その後、最低限の経営状態で運営を続けていたが、1955年（昭和30年）9月、台風22号が直撃。近隣の川が決壊し、その水がオートレース場内にまで流れ込み走路は水没。更に、強烈な暴風によりスタンドが全壊した。
復旧作業で翌1956年（昭和31年）1月にようやく再開の目途が立った。しかし、その後の開催では売り上げが更に落ち込み、赤字の回復にまでは至らなかった。
そして1957年（昭和32年）10月に柳井オートレース場は休止となり、以降も開催されず、そのまま閉鎖した。

## その後
1965年（昭和40年）4月、柳井オートレース場が移転したという形式で山陽オートレース場が開設された。
これは1958年（昭和33年）7月に「競馬競輪競走場の新設の不許可」が閣議了解事項として決定され、新規の開設が事実上不可能になったためで、1962年（昭和37年）に小型自動車競走法が大幅に改正され開催場の移転について可能になるまで、当初の移転案が白紙となったこともあり、移転までにこれだけの期間を要する結果を生んだ。